# Bardomiano Viveros
Bardomiano Viveros Gutiérrez (* 10. Januar 1951 in Copándaro, Michoacán; † 11. Mai 1994 in Santiago de Querétaro) ist ein ehemaliger mexikanischer Fußballspieler auf der Position eines Verteidigers.

## Laufbahn
Viveros stand zwischen 1976 und 1981 beim CD Cruz Azul unter Vertrag, mit dem er in den Spielzeiten 1978/79 und 1979/80 den Meistertitel gewann und 1980/81 noch einmal Vizemeister wurde.
Bevor er seinen Profivertrag bei Cruz Azul erhielt, spielte er für die mexikanische Auswahl beim olympischen Fußballturnier von 1976.

## Erfolge
- Mexikanischer Meister: 1979 und 1980